# Menna Steen
Menna Steen (* 12. August 1907 in Critzum; † 9. September 1990 in Stapelmoor; geborene Menna Hensmann) war eine deutsche Pfarrfrau. In der Zeit des Nationalsozialismus war sie im Kirchenkampf eine engagierte und gleichberechtigte Mitstreiterin ihres Mannes, eines maßgeblichen Mitgliedes der Bekenntnisgemeinschaft innerhalb der reformierten Landeskirche der Provinz Hannover. Unter den beiden war die Kirchengemeinde Holthusen eines der Zentren der Bekennenden Kirche in Ostfriesland. In der Zeit des Nationalsozialismus hielt sie im Holthuser Pfarrhaus Rüst- und Freizeiten ab, kümmerte sich um Pfarrfrauen und andere, die durch das NS-Regime in Bedrängnis geraten waren und nahm in ihrem Hause viele Flüchtlinge und Durchreisende auf. Bis 1934 schrieb sie Aufsätze für die vom MBK – Evangelisches Jugend- und Missionswerk herausgegebenen Zeitschriften  „Unser Blatt“ und „Arbeit und Stille“.

## Leben
Menna Steens Eltern führten in Critzum einen landwirtschaftlichen Hof. Als Kind besuchte sie eine höhere Privatschule in Jemgum und danach das Oberlyzeum in Leer, wo sie zu den besten ihres Jahrganges gehörte. Schon als Kind und Jugendliche las sie viel.  Während der Woche wohnte sie bei Bekannten in der Stadt. An den Wochenenden fuhr sie mit dem Fahrrad in ihr Heimatdorf. Dort engagierte sie sich in der kirchlichen Jugendarbeit und lernte so den Lehrerssohn Hermann Steen kennen, der in Critzum von 1923 bis 1925 sein Vikariat absolvierte. Kurz vor dem Abitur brach sie ihre Schulbildung ab und besuchte anschließend die Bibelschule der Frauenmission Malche. Dort soll sie einer Gräfin den Hofknicks mit den Worten „Ich bin eine freie Friesentochter und knie vor niemandem nieder“ verweigert haben.
Im Alter von 18 Jahren heiratete sie 1926 den reformierten Pastor Hermann Steen und verbrachte ihre ersten Ehejahre mit ihm in Neermoor, wo er ein Pfarrstelle hatte. 1931 zogen die beiden noch Holthusen, wo er seine zweite Pfarrstelle bekommen hatte. Zu dieser Zeit hatte sich der Nationalsozialismus bereits in der Region verbreitet. Menna und ihr Mann bezogen dagegen früh klar Stellung. Unter diesem Paar entwickelte sich Holthusen zu einem der Zentren der Bekennenden Kirche in Ostfriesland. Menna vernetzte sich im Kirchenkampf in Ostfriesland mit anderen Frauen. Diese tauschten über ihre Befürchtungen und Beobachtungen Briefe aus. Zudem berieten und unterstützen sie sich in Fragen der Hilfe für Verfolgte. Sie selbst nahm in Holthusen mehrfach aus der Haft oder dem Konzentrationslager Entlassene auf. Im Pfarrhaus sorgte sie bei Besuchen der Gestapo dafür, dass verfängliche Schriften und Unterlagen versteckt wurden. 1935 nahm sie als einzige Frau an der Theologischen Woche in Barmen teil, wo ihr Mann ein Jahr zuvor an der Freien reformierten Synode teilgenommen hatte.
In den Kriegsjahren war ihr Mann für die Gemeinden Holthusen, Vellage und Stapelmoor zuständig. Menna unterstützte ihn, indem sie Jugendfreizeiten leitete, den Kindergottesdienst hielt und Konfirmandenunterricht gab. Am Ende des Krieges nahm sie junge Frauen und Mädchen im Pfarrhaus auf, aber auch andere Menschen, die sich vor den kanadischen Besatzungstruppen fürchteten.
Insgesamt wirkte sie bis zu Pensionierung ihres Mannes im Jahre 1969 mehr als 30 Jahre als Pfarrfrau in Holthusen bei Weener. Am 8. Oktober 1980 starb ihr Mann, sie selbst am 9. September 1990 83-jährig in Stapelmoor. Sie wurde auf dem dortigen Friedhof an der Seite ihres Mannes begraben.

## Gedenken
Das künftige Bürgerhaus an der Westerstraße in Weener soll Menna Steen Haus heißen.